# Городково (Калининградская область)
Городково (до 1946 года Скёрен (нем.  Skören) — посёлок в Славском муниципальном округе Калининградской области Российской Федерации.

## Топоним
В 1946 году Скёрен (нем.  Skören) переименован в Городково.

## География
Находится в северной части Калининградской области, в зоне хвойно-широколиственных лесов, на берегу реки Матросовка при впадении в Неман.

### Климат
Климат характеризуется как переходный от морского к умеренно континентальному. Среднегодовая температура воздуха — 7,2 °C. Средняя температура воздуха самого холодного месяца (января) — −5 — −2 °C; самого тёплого месяца (июля) — 22,4 °C. Безморозный период длится в среднем 160—190 дней. Годовое количество атмосферных осадков — около 700 мм, из которых большая часть выпадает в тёплый период.

## История
Поселение Скёрен внесено в реестр прихода Каукемен в 1596 году, в который вошли ещё 6 общин (Альтгиннендорф, Альтшанценкруг, Анзорге, Бальтен, Нойгиннендорф, Шпросервайде).
В 1729 году в Скёрене существовала школа. В 1886 году была построена деревянная школа с одним классом, в 1939 году её должны были перестроить и расширить.
В 1905 году создан Скёренский пасторский район. Церковный приход Скёрен возник в начале XX века в результате выделения из прихода Каукемен. Первоначально богослужения проводились в здании школы. В 1932 году в Скерене было начато строительство церкви, освященной 6 января 1933 года, деревянное здание с восьмиугольной башней.
В 1936 году на берегу реки Гильгештром были построены казармы саперного батальона, и в Скёрене находился летний учебный лагерь инженерных войск. С 1943 года на территории гарнизона проходило обучение сапёров и понтонёров для Вермахта, перед самой войной его реорганизовали в школу по подготовке военных финансистов.
Во время Второй мировой войны соседний город Кукернеезе был взят 20 января 1945 года войсками 182-й стрелковой дивизии 1-го Белорусского фронта. Посёлок не пострадал.
С 1945 года в составе СССР. В 1946 году в Городково (Скёрен) была расквартирована 8-я понтонно-мостовая бригада (46 понтонно-мостовой полк).
После 1945 года восьмиугольное здание церкви, не пострадавшее во время боевых действий, приспособили для сушки зерна. Орган и витражи были уничтожены. В 1979 году кирху разрушили. До 1978 года она находилась на территории хутора Звёздочка и использовалась как зернохранилище. В 1979 году использовалась как коровник, затем была разрушена.
Ранее в Городково расположена в/ч 68433, 43-й отдельный понтонно-мостовой батальон инженерных войск Балтийского флота России.
В 2012 году по решению Сердюкова часть была расформирована
В период с 2008 по 2015 годы посёлок Городково входил в состав Ясновского сельского поселения Славского района, с 2015 по 2022 годы — в состав Славского городского округа.

## География
Посёлок Городково расположен рядом с российско-литовкой границей в 19 км от Славска и в 139 км от Калининграда. Посёлок находится на берегу реки Матросовка.

## Население
| 2002 | 2010 |
| ---- | ---- |
| 335  | ↗378 |

Численность населения Скёрена в 1938 году — 266 человек. Общая численность с ближними церковными приходами — 923 человека.

## Инфраструктура

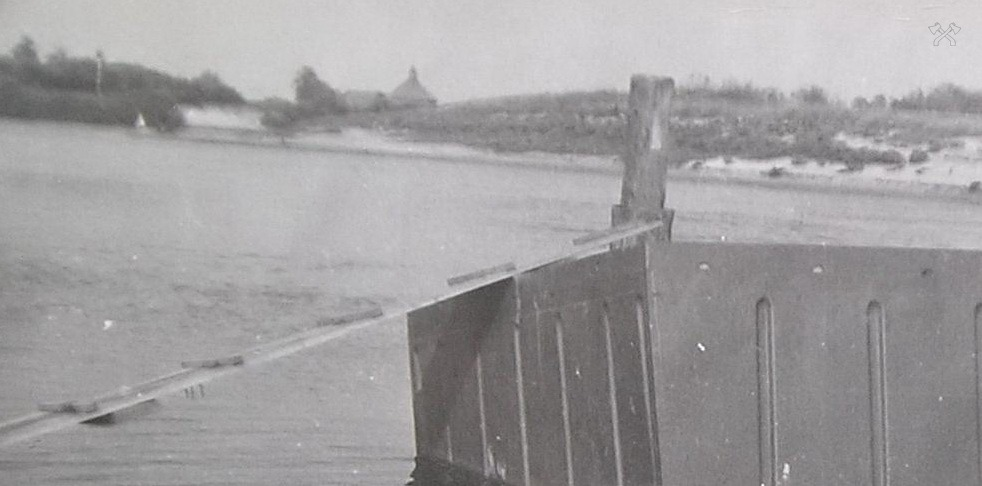
Излучина реки Матросовки на южной окраине Городково, вдали церковь с восьмиугольной башней

На западной окраине посёлка до 1973 года находилась начальная школа в которой обучались 1-е и 2-е классы. После закрытия школы, классы были переведены в посёлок Ясное.